# 취암동
취암동(鷲岩洞)은 대한민국 충청남도 논산시의 법정동이자 행정동이다.

## 개요
취암동은 1996년 3월 1일 논산군이 논산시로 승격되면서 논산읍에서 분동되었다. 취암동은 논산시청이 있는 논산시의 소재로 동으로는 부적면, 남서쪽으로는 은진면과 채운면, 북으로는 광석면과 접하고 있는 지역이다. 동쪽에 접하고 있는 부적면에는 백제의 유명한 장군인 계백장군의 묘소가 있으며 가야곡면, 은진면, 부적면의 3개면에 걸쳐있는 탑정저수지는 논산시의 젖줄이며 경관이 수려하여 논산시민뿐만 아니라 외지인의 내방도 많은 곳이다. 서북으로는 대부분이 시가지로 형성하고 있고 남으로는 구릉지대를 이루고 있으며 우리나라 최대 석불이 있는 관촉사가 있다. 또한 탑정저수지와 연결되어 있는 논산천이 동서로 흐르고 있어 취암동내 농경지에 젖줄을 형성하고 있으며 논산시를 비롯한 각급기관 단체들이 자리잡고 있는 행정의 중심지이면서 농산물의 집산지로 상업의 중심지로서 발전하고 있다.

## 법정동
- 관촉동(灌燭洞)
- 내동(柰洞)
- 덕지동(德池洞)
- 반월동(半月洞)
- 지산동(芝山洞)
- 취암동(鷲巖洞)
- 화지동(花枝洞)

## 아파트
| 단지명               | 건설사                | 시행사         | 주소               | 법정동 | 입주        | 비고     |
| -------------------- | --------------------- | -------------- | ------------------ | ------ | ----------- | -------- |
| 조흥로즈빌           | ㈜조흥종합건설        | ㈜조흥종합건설 | 해월로259번길 14   | 화지동 | 2002년 7월  |          |
| 한청리츠빌           | ㈜한청종합건설        | ㈜한청종합건설 | 해월로 137         | 반월동 | 2002년 12월 |          |
| 힐스테이트 자이 논산 | 현대건설 지에스건설㈜ | 현대건설       | 시민로132번길 7    | 내동   | 2019년 1월  |          |
| 논산취암 리슈빌      | 계룡건설산업          | ㈜구일종합건설 | 번영로29번길 10    | 취암동 | 2007년 5월  |          |
| 취암주공1단지        | 청원건설㈜            | 대한주택공사   | 중앙로260번길 59-5 | 취암동 | 2002년 8월  |          |
| 취암주공2단지        | 신창건설㈜            | 대한주택공사   | 논산대로348번길 7  | 취암동 | 2005년 7월  | 국민임대 |

## 주요 시설

### 교육
- 건양대학교
- 논산여자상업고등학교
- 논산고등학교
- 논산여자고등학교
- 쌘뽈여자고등학교
- 쌘뽈여자중학교
- 논산여자중학교
- 기민중학교
- 논산중학교
- 논산여자중학교
- 논산내동초등학교
- 논산동성초등학교
- 논산중앙초등학교
- 국방항공고등학교

### 편의
내동
- 논산 CGV타워

관촉동
- 논산시민운동장